# Pig Point
Der Pig Point (englisch für Schweinspitze) ist eine Landspitze an der Nordküste Südgeorgiens. Im Prince Olav Harbour bildet sie die südwestliche Begrenzung der Einfahrt zur North Bay.
Die Benennung geht vermutlich auf Wissenschaftler der britischen Discovery Investigations zurück, die den Prince Olav Harbour im Jahr 1929 kartierten. Der weitere Benennungshintergrund ist nicht überliefert.